# Andrea Gemma
Andrea Gemma (ur. 7 czerwca 1931 w Neapolu, zm. 2 września 2019 w Rzymie) – włoski duchowny rzymskokatolicki, w latach 1991–2006 biskup Isernii-Venafro.

## Życiorys
Święcenia kapłańskie przyjął 28 kwietnia 1957. 7 grudnia 1990 został mianowany biskupem Isernia-Venafro. Sakrę biskupią otrzymał 6 stycznia 1991. 5 sierpnia 2006 przeszedł na emeryturę.